# Elyhordeum arcuatum
Elyhordeum arcuatum är en gräsart som beskrevs av W.W.Mitch. och H.J.Hodgs. Elyhordeum arcuatum ingår i släktet Elyhordeum och familjen gräs. Inga underarter finns listade i Catalogue of Life.